# 小行星列表/298501-298600
| 名稱         | 臨時編號   | 發現日期       | 發現地點   | 發現者                         |
| ------------ | ---------- | -------------- | ---------- | ------------------------------ |
| 小行星298501 | 2003 UC415 | 2003年10月17日 | 基特峰     | 太空监视                       |
| 小行星298502 | 2003 VD2   | 2003年11月3日  | 索科罗     | 林肯近地小行星研究小组         |
| 小行星298503 | 2003 VT2   | 2003年11月6日  | 索科罗     | 林肯近地小行星研究小组         |
| 小行星298504 | 2003 VD7   | 2003年11月15日 | 基特峰     | 太空监视                       |
| 小行星298505 | 2003 VG9   | 2003年11月15日 | 帕洛马山   | 近地小行星追踪                 |
| 小行星298506 | 2003 VK9   | 2003年11月15日 | 帕洛马山   | 近地小行星追踪                 |
| 小行星298507 | 2003 VD11  | 2003年11月15日 | 帕洛马山   | 近地小行星追踪                 |
| 小行星298508 | 2003 WU    | 2003年11月16日 | 卡特林那   | 卡特林那巡天系统               |
| 小行星298509 | 2003 WQ6   | 2003年11月18日 | 基特峰     | 太空监视                       |
| 小行星298510 | 2003 WU9   | 2003年11月18日 | 基特峰     | 太空监视                       |
| 小行星298511 | 2003 WO13  | 2003年11月16日 | 基特峰     | 太空监视                       |
| 小行星298512 | 2003 WL17  | 2003年11月18日 | 帕洛马山   | 近地小行星追踪                 |
| 小行星298513 | 2003 WF19  | 2003年11月19日 | 索科罗     | 林肯近地小行星研究小组         |
| 小行星298514 | 2003 WX19  | 2003年11月19日 | 索科罗     | 林肯近地小行星研究小组         |
| 小行星298515 | 2003 WB28  | 2003年11月16日 | 基特峰     | 太空监视                       |
| 小行星298516 | 2003 WN28  | 2003年11月16日 | 基特峰     | 太空监视                       |
| 小行星298517 | 2003 WE32  | 2003年11月18日 | 基特峰     | 太空监视                       |
| 小行星298518 | 2003 WY32  | 2003年11月18日 | 帕洛马山   | 近地小行星追踪                 |
| 小行星298519 | 2003 WB33  | 2003年11月18日 | 帕洛马山   | 近地小行星追踪                 |
| 小行星298520 | 2003 WH35  | 2003年11月19日 | 索科罗     | 林肯近地小行星研究小组         |
| 小行星298521 | 2003 WC38  | 2003年11月19日 | 索科罗     | 林肯近地小行星研究小组         |
| 小行星298522 | 2003 WE40  | 2003年11月19日 | 基特峰     | 太空监视                       |
| 小行星298523 | 2003 WX40  | 2003年11月19日 | 基特峰     | 太空监视                       |
| 小行星298524 | 2003 WL41  | 2003年11月19日 | 基特峰     | 太空监视                       |
| 小行星298525 | 2003 WF51  | 2003年11月19日 | 基特峰     | 太空监视                       |
| 小行星298526 | 2003 WM66  | 2003年11月19日 | 基特峰     | 太空监视                       |
| 小行星298527 | 2003 WQ72  | 2003年11月20日 | 索科罗     | 林肯近地小行星研究小组         |
| 小行星298528 | 2003 WS78  | 2003年11月20日 | 索科罗     | 林肯近地小行星研究小组         |
| 小行星298529 | 2003 WE81  | 2003年11月20日 | 基特峰     | 太空监视                       |
| 小行星298530 | 2003 WM91  | 2003年11月18日 | 基特峰     | 太空监视                       |
| 小行星298531 | 2003 WG97  | 2003年11月19日 | 安德森台地 | 洛厄尔天文台近地小行星搜寻计划 |
| 小行星298532 | 2003 WA99  | 2003年11月20日 | 索科罗     | 林肯近地小行星研究小组         |
| 小行星298533 | 2003 WG104 | 2003年11月21日 | 索科罗     | 林肯近地小行星研究小组         |
| 小行星298534 | 2003 WN111 | 2003年11月20日 | 索科罗     | 林肯近地小行星研究小组         |
| 小行星298535 | 2003 WM114 | 2003年11月20日 | 索科罗     | 林肯近地小行星研究小组         |
| 小行星298536 | 2003 WT115 | 2003年11月20日 | 索科罗     | 林肯近地小行星研究小组         |
| 小行星298537 | 2003 WB118 | 2003年11月20日 | 索科罗     | 林肯近地小行星研究小组         |
| 小行星298538 | 2003 WF121 | 2003年11月20日 | 索科罗     | 林肯近地小行星研究小组         |
| 小行星298539 | 2003 WM121 | 2003年11月20日 | 索科罗     | 林肯近地小行星研究小组         |
| 小行星298540 | 2003 WJ124 | 2003年11月20日 | 索科罗     | 林肯近地小行星研究小组         |
| 小行星298541 | 2003 WM126 | 2003年11月20日 | 索科罗     | 林肯近地小行星研究小组         |
| 小行星298542 | 2003 WK128 | 2003年11月21日 | 基特峰     | 太空监视                       |
| 小行星298543 | 2003 WK130 | 2003年11月21日 | 索科罗     | 林肯近地小行星研究小组         |
| 小行星298544 | 2003 WN133 | 2003年11月21日 | 索科罗     | 林肯近地小行星研究小组         |
| 小行星298545 | 2003 WC136 | 2003年11月21日 | 索科罗     | 林肯近地小行星研究小组         |
| 小行星298546 | 2003 WN136 | 2003年11月21日 | 索科罗     | 林肯近地小行星研究小组         |
| 小行星298547 | 2003 WX140 | 2003年11月21日 | 索科罗     | 林肯近地小行星研究小组         |
| 小行星298548 | 2003 WA147 | 2003年11月23日 | 基特峰     | 太空监视                       |
| 小行星298549 | 2003 WC147 | 2003年11月23日 | 基特峰     | 太空监视                       |
| 小行星298550 | 2003 WG148 | 2003年11月24日 | 索科罗     | 林肯近地小行星研究小组         |
| 小行星298551 | 2003 WV149 | 2003年11月24日 | 安德森台地 | 洛厄尔天文台近地小行星搜寻计划 |
| 小行星298552 | 2003 WH151 | 2003年11月26日 | 基特峰     | 太空监视                       |
| 小行星298553 | 2003 WJ159 | 2003年11月29日 | 索科罗     | 林肯近地小行星研究小组         |
| 小行星298554 | 2003 WJ165 | 2003年11月30日 | 基特峰     | 太空监视                       |
| 小行星298555 | 2003 WW171 | 2003年11月29日 | 索科罗     | 林肯近地小行星研究小组         |
| 小行星298556 | 2003 WM188 | 2003年11月23日 | 索科罗     | 林肯近地小行星研究小组         |
| 小行星298557 | 2003 XC2   | 2003年12月1日  | 索科罗     | 林肯近地小行星研究小组         |
| 小行星298558 | 2003 XQ3   | 2003年12月1日  | 索科罗     | 林肯近地小行星研究小组         |
| 小行星298559 | 2003 XX7   | 2003年12月3日  | 索科罗     | 林肯近地小行星研究小组         |
| 小行星298560 | 2003 XM8   | 2003年12月4日  | 索科罗     | 林肯近地小行星研究小组         |
| 小行星298561 | 2003 XV8   | 2003年12月4日  | 索科罗     | 林肯近地小行星研究小组         |
| 小行星298562 | 2003 XR9   | 2003年12月4日  | 索科罗     | 林肯近地小行星研究小组         |
| 小行星298563 | 2003 XC10  | 2003年12月4日  | 索科罗     | 林肯近地小行星研究小组         |
| 小行星298564 | 2003 XM19  | 2003年12月15日 | 索科罗     | 林肯近地小行星研究小组         |
| 小行星298565 | 2003 XZ20  | 2003年12月14日 | 基特峰     | 太空监视                       |
| 小行星298566 | 2003 XU31  | 2003年12月1日  | 基特峰     | 太空监视                       |
| 小行星298567 | 2003 XH39  | 2003年12月4日  | 索科罗     | 林肯近地小行星研究小组         |
| 小行星298568 | 2003 XK39  | 2003年12月5日  | 卡特林那   | 卡特林那巡天系统               |
| 小行星298569 | 2003 XU40  | 2003年12月14日 | 基特峰     | 太空监视                       |
| 小行星298570 | 2003 XK43  | 2003年12月4日  | 索科罗     | 林肯近地小行星研究小组         |
| 小行星298571 | 2003 YC6   | 2003年12月17日 | 索科罗     | 林肯近地小行星研究小组         |
| 小行星298572 | 2003 YV7   | 2003年12月19日 | 索科罗     | 林肯近地小行星研究小组         |
| 小行星298573 | 2003 YA8   | 2003年12月17日 | 索科罗     | 林肯近地小行星研究小组         |
| 小行星298574 | 2003 YX9   | 2003年12月17日 | 基特峰     | 太空监视                       |
| 小行星298575 | 2003 YL11  | 2003年12月17日 | 索科罗     | 林肯近地小行星研究小组         |
| 小行星298576 | 2003 YX11  | 2003年12月17日 | 索科罗     | 林肯近地小行星研究小组         |
| 小行星298577 | 2003 YB12  | 2003年12月17日 | 索科罗     | 林肯近地小行星研究小组         |
| 小行星298578 | 2003 YC20  | 2003年12月17日 | 基特峰     | 太空监视                       |
| 小行星298579 | 2003 YV21  | 2003年12月17日 | 基特峰     | 太空监视                       |
| 小行星298580 | 2003 YA25  | 2003年12月18日 | 索科罗     | 林肯近地小行星研究小组         |
| 小行星298581 | 2003 YE27  | 2003年12月16日 | 卡特林那   | 卡特林那巡天系统               |
| 小行星298582 | 2003 YG29  | 2003年12月17日 | 基特峰     | 太空监视                       |
| 小行星298583 | 2003 YS32  | 2003年12月16日 | 基特峰     | 太空监视                       |
| 小行星298584 | 2003 YZ33  | 2003年12月17日 | 安德森台地 | 洛厄尔天文台近地小行星搜寻计划 |
| 小行星298585 | 2003 YF35  | 2003年12月18日 | 茂宜岛     | 近地小行星追踪                 |
| 小行星298586 | 2003 YF43  | 2003年12月19日 | 基特峰     | 太空监视                       |
| 小行星298587 | 2003 YG47  | 2003年12月17日 | 基特峰     | 太空监视                       |
| 小行星298588 | 2003 YF56  | 2003年12月19日 | 索科罗     | 林肯近地小行星研究小组         |
| 小行星298589 | 2003 YL56  | 2003年12月19日 | 索科罗     | 林肯近地小行星研究小组         |
| 小行星298590 | 2003 YC62  | 2003年12月19日 | 索科罗     | 林肯近地小行星研究小组         |
| 小行星298591 | 2003 YE64  | 2003年12月19日 | 索科罗     | 林肯近地小行星研究小组         |
| 小行星298592 | 2003 YS64  | 2003年12月19日 | 索科罗     | 林肯近地小行星研究小组         |
| 小行星298593 | 2003 YA71  | 2003年12月18日 | 索科罗     | 林肯近地小行星研究小组         |
| 小行星298594 | 2003 YZ88  | 2003年12月19日 | 索科罗     | 林肯近地小行星研究小组         |
| 小行星298595 | 2003 YC105 | 2003年12月21日 | 卡特林那   | 卡特林那巡天系统               |
| 小行星298596 | 2003 YM114 | 2003年12月25日 | 茂宜岛     | 近地小行星追踪                 |
| 小行星298597 | 2003 YT120 | 2003年12月27日 | 索科罗     | 林肯近地小行星研究小组         |
| 小行星298598 | 2003 YP123 | 2003年12月28日 | 基特峰     | 太空监视                       |
| 小行星298599 | 2003 YN124 | 2003年12月28日 | 基特峰     | 太空监视                       |
| 小行星298600 | 2003 YM129 | 2003年12月27日 | 索科罗     | 林肯近地小行星研究小组         |